# Memorial

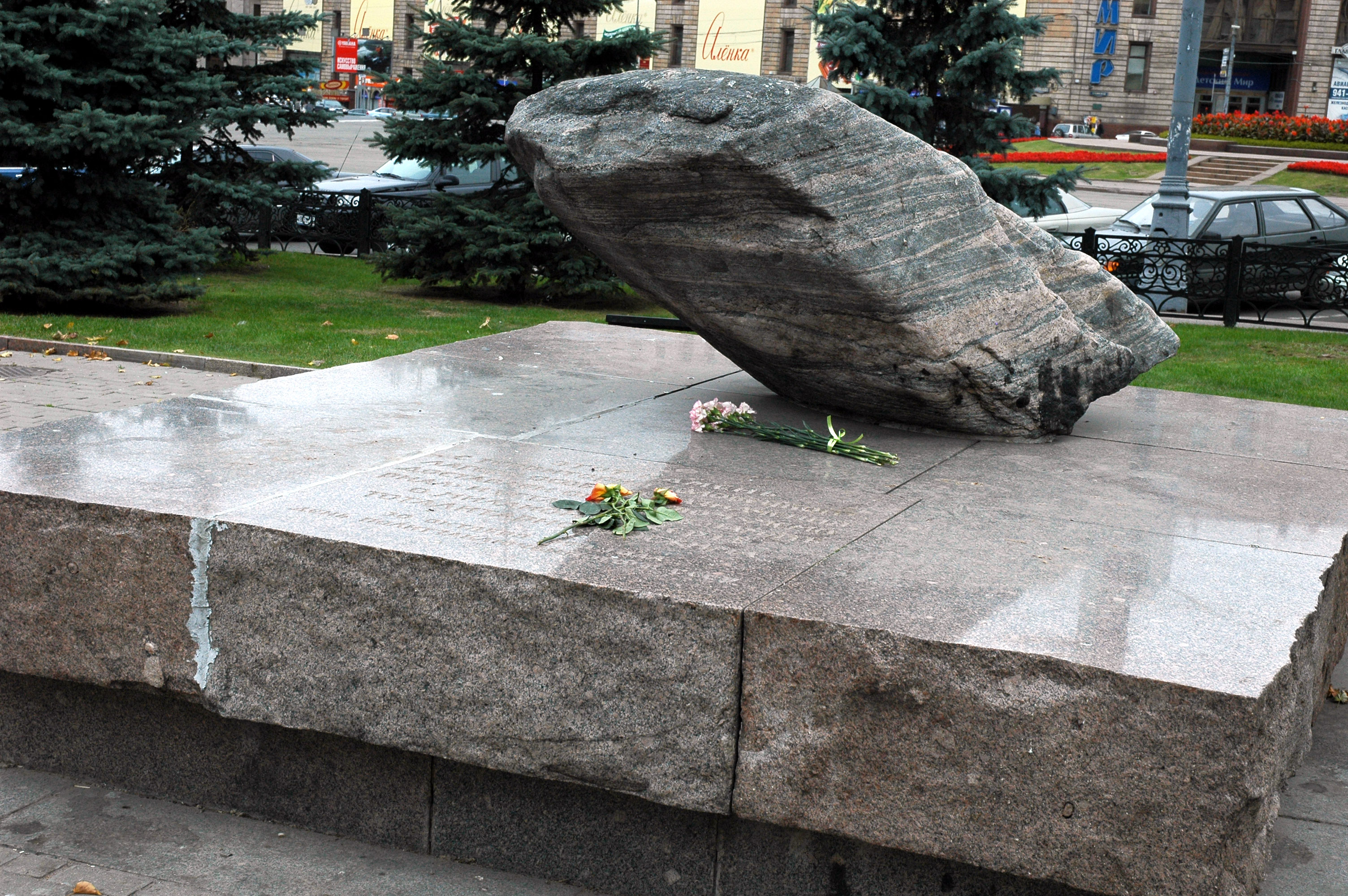
Monument över offren för Sovjetunionens politiska förtryck. Stenen kommer från gulaglägret på Solovetskijöarna och är placerad på Lubjankajatorget i Moskva nära den byggnad som var NKVD:s högkvarter. (Byggnaden är idag den ryska säkerhetstjänsten FSB:s huvudkontor.) Monumentet invigdes 1990.

Memorial (ryska: Мемориал) är en internationell människorättsorganisation som verkar i ett antal före detta Sovjetstater. Organisationens verksamhet är framförallt inriktad på forskning kring och publicering av material om Sovjetunionens totalitära historia, samt att övervaka mänskliga rättigheter i dagens Ryssland och före detta sovjetstater. 
Memorial grundades officiellt vid en konferens som hölls 19 april, 1992, men den var organiserad redan under Glasnostperioden på 1980-talet i den forna Sovjetunionen. Efter upplösandet av Sovjet blev organisationen internationell, med organisationer i Ryssland, Ukraina, Kazakstan, Lettland och Georgien. 
Dess officiella namn är Международное историко-просветительное, правозащитное и благотворительное общество "Мемориал", på engelska International historical-enlightment human rights and humanitarian society - Memorial.
Organisationen tilldelades Nobels fredspris 2022 tillsammans med Aliaksandr Bialiatski och Center for Civil Liberties.

## Om organisationen
Memorial ser som sitt uppdrag att stödja mänskliga rättigheter och demokrati och att förhindra en återkomst av totalitarism. Organisationen arbetar för att öka ett allmänt medvetande baserat på demokratiska och rättsenliga värderingar för att bli kvitt totalitära mönster. Den arbetar för att etablera mänskliga rättigheter i den praktiska politiken och vardagen. Memorial arbetar även med historieforskning och insamling av material för att sprida kunskap om den faktiska historien i forna sovjetstater. Varje år ordnade Memorial en uppsatstävling i ryska högstadieskolor om temat Stalintidens terror.  Organisationen vill hedra och bevara minnet av alla offer för politiskt förtryck. 
2009 tilldelades Memorial EU-parlamentets Sacharovpris för sitt arbete för respekt för mänskliga rättigheter i Ryssland. 
2004 tog Memorial, tillsammans med tre andra emot priset Right Livelihood Award för sitt arbete i att dokumentera övergrepp på mänskliga rättigheter i Ryssland och forna sovjetstater.
2021 beordrade Högsta domstolen i Ryssland att den del av organisationen som undersöker historiska brott skulle läggas ned i landet, efter att den stämplats som extremistisk.

## Verksamheter
Memorial organiserar juridisk och finansiell hjälp till Gulagoffer. 
Memorial forskar inom det politiska förtrycktes historia och publicerar forskningsresultaten i böcker, artiklar, på utställningar, museum och webbplatser. 
På initiativ av organisationen restes den 30 oktober 1990 ett monument för Gulags offer (en enkel sten från Solovetskij) på Lubjankatorget i Moskva nära FSB:s högkvarter.
År 1991 bestämde Ryska sovjetrepubliken SFSR att den 30 oktober skulle bli Dagen för hågkomsten av det politiska förtryckets offer (ryska:День памяти жертв политических репрессий).  
Organisationen låg bakom lagen för rehabilitering av det politiska förtryckets offer. Lagen gick igenom 1991.
Memorial hjälper också individer att finna dokument, gravar o.s.v. om politiskt dömda släktingar. År 2005 hade Memorial en databas på över 1 300 000 namn på sådana personer.
Memorial har också ett kontor i Tjetjenien för att övervaka den ryska arméns aktivitet där.

## Kända medarbetare
Natalja Estemirova (mördad 2009), var en av Memorials medarbetare i Kaukasus.